# Lillian Board
Lillian Barbara Board, née le 13 décembre 1948 à Durban et morte le 26 décembre 1970 à Munich, est une athlète britannique.

## Biographie
Lillian Board remporte la médaille d'argent sur 400 m aux Jeux olympiques d'été de 1968 derrière la Française Colette Besson et devant la Soviétique Natalya Pechonkina. L'année suivante, aux championnats d'Europe, elle remporte deux titres, sur 800 m et avec le relais 4 × 400 m en battant avec ses compatriotes britanniques le record du monde en 3 min 30 s 8.
Elle devient également, le 13 juin 1970, avec ses compatriotes, co-recordwoman du monde du 4 × 800 m en 8 min 27 s.
En 1970, elle est très atteinte dans sa santé et souffre de douleurs à l'estomac. En automne, elle consulte un spécialiste de l'époque, le Dr Josef Issels, qui diagnostique un cancer de l'estomac en phase terminale. Lillian Board meurt le lendemain de Noël 1970, à l'âge de 22 ans.

## Palmarès

### Jeux olympiques d'été
- Jeux olympiques d'été de 1968 à Mexico ( Mexique)
  -  Médaille d'argent sur 400 m

### Jeux du Commonwealth
- Jeux du Commonwealth de 1966 à Kingston ( Jamaïque)
  - 5e sur 440 yd

### Championnats d'Europe d'athlétisme
- Championnats d'Europe d'athlétisme de 1969 à Athènes ( Royaume de Grèce)
  -  Médaille d'or sur 800 m
  -  Médaille d'or en relais 4 × 400 m